# KMUS
'KMUS é uma estação de rádio em espanhol que atende o mercado de Tulsa, Oklahoma. A KMUS transmite em 1380 kHz sob propriedade da Radio Las Américas LLC. Embora a estação possa ser ouvida em grande parte da área de Tulsa durante o dia, seu sinal noturno é limitado a apenas 250 watts, oferecendo uma recepção muito mais fraca.

## História
A KMUS começou a transmitir em Muskogee, Oklahoma, em 1948. Mudou para KLUE em 25 de julho de 1987 com um formato de crossover country. Três anos depois, o indicativo de chamada foi revertido para KMUS e a estação exibiu um formato de padrão adulto antes que a Reunion Broadcasting, LLC a vendesse para a The Walt Disney Company em 2004. Seu local de transmissão e cidade de licença foram transferidos para Sperry, Oklahoma, e o formato mudou para a oferta da empresa Radio Disney. Em algum momento da década de 1990, a estação começou a transmitir a programação da Children's Satellite Network, que mais tarde foi abandonada em março de 1998.
A Disney tirou do ar a KMUS e cinco outras estações programadas para serem vendidas em 22 de janeiro de 2010. Depois que a primeira tentativa de vender a estação fracassou, um acordo para vender a KMUS para a Radio Las Americas LLC foi anunciado em fevereiro de 2011. A Radio Las Américas voltou a transmitir a estação no dia 29 de abril com um formato de música popular em espanhol, junto com dois noticiários por dia (que são versões apenas em áudio dos noticiários da estação de televisão irmã KXAP-LD).